# Karl Papenhausen
Karl Papenhausen, auch Carl Papenhausen (* 15. November 1864 in Menden; † 22. Februar 1946) war ein deutscher Generalarzt der Wehrmacht.

## Leben
Karl Papenhausen war ein Sohn des Bürgermeisters Josef Papenhausen.

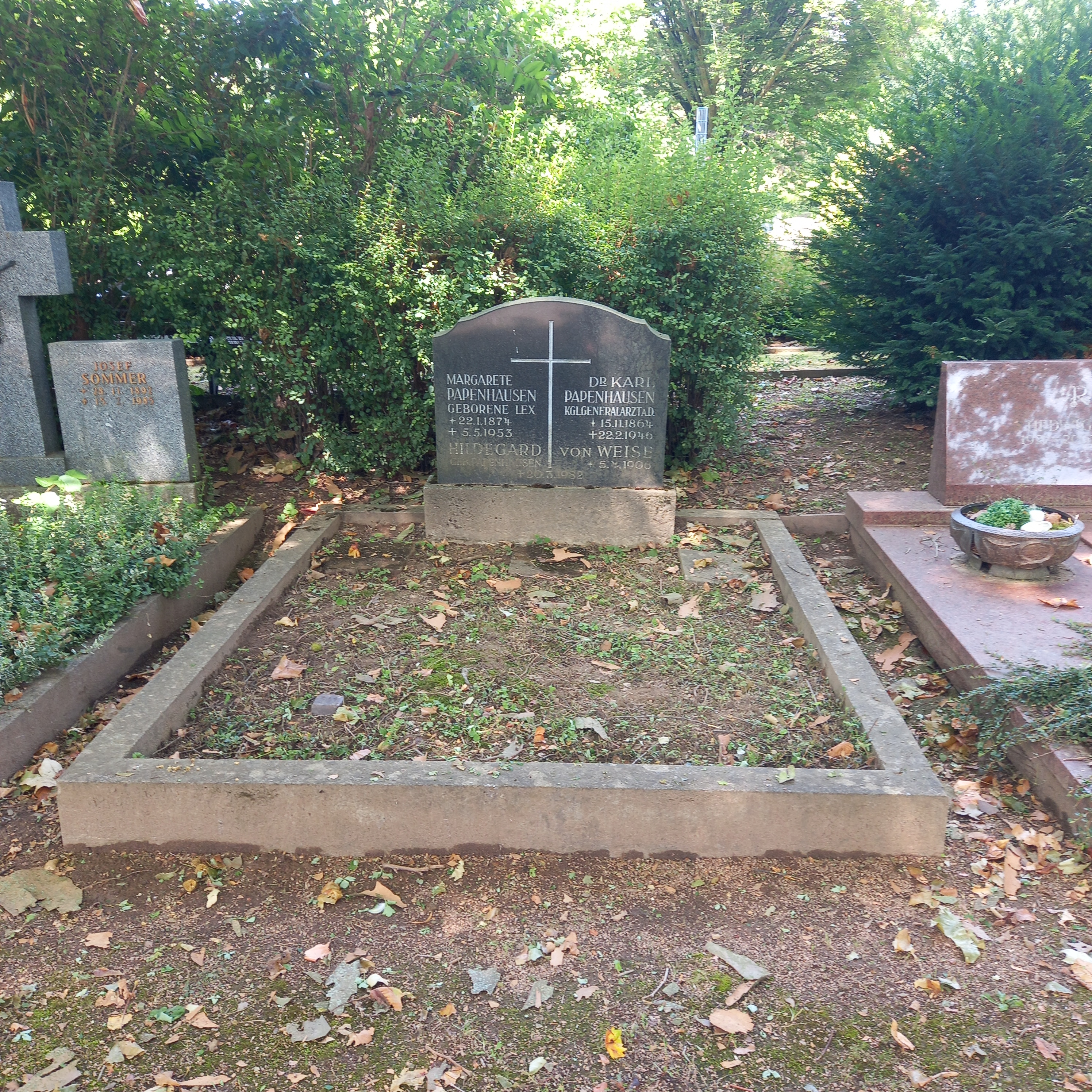
Das Grab von Karl Papenhausen und seiner Ehefrau Margarete geborene Lex auf dem Südfriedhof (Wiesbaden)

Er studierte vom 29. März 1884 bis zum 1. Oktober 1888 an der Kaiser-Wilhelms-Akademie für das militärärztliche Bildungswesen in Berlin. 1884 wurde er Mitglied des Pépinière-Corps Franconia. Mit einer Doktorarbeit über die Friedreich-Ataxie wurde er am 3. März 1888 zum Dr. med. promoviert. und kam zum 1. Oktober 1888 als Unterarzt zum Infanterie-Regiment 82.
1892 wurde er vom Husaren-Regiment 7 als Assistenzarzt 2. Klasse beim Leib-Garde-Husaren-Regiment in Potsdam versetzt. 1904 wurde er als Stabs- (Beförderung am 25. Juni 1895) und Bataillonsarzt des 3. Bataillons des Leibgarde-Regiments 115 zum Oberstabsarzt befördert. Zeitgleich wurde er zum Ulanen-Regiment 7 als Regimentsarzt kommandiert. 1907 gehörte er zu den Stiftern des dritten Pépinière-Corps Saxonia. Bis mindestens 1930 war er Corpsschleifenträger. Später war er noch Arzt der Garnison Wiesbaden. 1911 kam er als Regimentsarzt zum 1. Garde-Dragoner-Regiment „Königin Viktoria von Großbritannien und Irland“ in Berlin.
Nach dem Krieg wurde er nicht in die Reichswehr übernommen. In der Wehrmacht kam er zur Sanitäts-Abteilung Mainz und später zur Heeres-Sanitätsstaffel Wiesbaden. Er wurde am 1. April 1942 zum Oberstarzt z. V. und am 1. April 1944 zum Generalarzt z. V. befördert.